# Abralia fasciolata
Abralia fasciolata är en bläckfiskart som beskrevs av Tsuchiya 1991. Abralia fasciolata ingår i släktet Abralia och familjen Enoploteuthidae. Inga underarter finns listade i Catalogue of Life.